# Петя Караколева (награда)
Националната награда „Петя Караколева“ за детска литература се присъжда ежегодно от конкурс на Община Кърджали. Наградата е национална и се връчва всяка година през месец октомври, в навечерието на Деня на Кърджали.
Право на участие имат всички автори с новоиздадени през годината произведения за деца.

## Лауреати
- 2005 – Кирил Назъров от Елин Пелин (град) за книгата „Цветница“ (жури с председател Никола Радев и членове Ваня Филипова, Методи Бежански, Филип Хорозов и Иванко Маринов)[2]
- 2006 – Севда Севан от гр. София за книгата „Приказки за Нил, Паган и Бияйна“ (жури с председател литературната критичка Благовеста Касабова и членове Мая Дългъчева, Фехим Хорозов и Вилдан Байрямова)[3]
- 2007 – Панчо Панчев от гр. София за книгата „Ако искаш, вярвай“ (жури с председател Атанас Звездинов)[4][5]
- 2008 – Атанас Звездинов от гр. София за книгата „Най-хубавото“[6]
- 2009 – Николай Милчев от гр. Пловдив за книгата „Само скреж“ (жури с председател Атанас Звездинов)[7]
- 2010 – Весела Фламбурари от гр. София за книгата „Приказки за театър“ (жури с председател Николай Милчев и членове литературната критичка Благовеста Касабова, писателите Мая Дългъчева, Иванко Маринов и Иво Георгиев)[8]
- 2011 – Анелия Янковска-Сенгалевич от гр. София за книгата „7 дни чудесни“ (жури с председател Весела Фламбурари и членове литературната критичка литературната критичка Благовеста Касабова, писателите Нели Дечева, Иванко Маринов и Иво Георгиев)[9]
- 2012 – Румяна Капинчева от гр. Тутракан за книгата „Зъбчетата“ (жури с председател Анелия Янковска-Сенгалевич)[10]
- 2013 – Мая Дългъчева от гр. Стара Загора за книгата „Приказки от Оная гора“[11]
- 2014 – Тодор Каракашев от гр. Пазарджик за книгата „Защо слоновете имат дълги хоботи“[12]
- 2015 – Петя Александрова (поетеса) от гр. София за книгата „Смокиново момиче“
- 2016 – Юлия Момчилова от гр. София за книгата „Игрите на палавата виелица“[1]
- 2017 – Димитър Златев  от гр. Смолян за книгата „Кой съм аз. Гатанки за малки и големи“ (петчленно жури с председател Петър Анастасов)[13]
- 2018 – Димитър Никленов от гр. Казанлък за книгата „Кучето Бокс“ (петчленно жури с председател Петър Анастасов)[14]
- 2019 – Мария Маринова (писател) от гр. Сандански за книгата „Приказки. Приключения на сезоните“
- 2020 – Витка Витанова от гр. Плевен за книгата „Вълшебният чадър“
- 2021 – Ваня Георгиева от гр. Севлиево за книгата „Есенни търкулки“
- 2022 – Маргарита Павлова от гр. Кърджали за книгата „Пламъчка и Пламъчко“
- 2023 –